# منيان
منيان (بالعبرية: מִנְיָן) هو حق النصاب المكون من عشرة رجال يهود بالغين المطلوب لإقامة الواجبات الدينية، خصوصا صلاة اليهود، التي تعتبر «عامة» إذا تم المنيان، فتقرأ كاملة، بما في ذلك مقاطع تُعتبر مقدسة والتي لا تقرأ في الصلاة المنفردة.